# Xã Bashaw, Quận Brown, Minnesota
Xã Bashaw (tiếng Anh: Bashaw Township) là một xã thuộc quận Brown, tiểu bang Minnesota, Hoa Kỳ. Năm 2010, dân số của xã này là 243 người.